# سیارک ۱۶۲۶۶
سیارک ۱۶۲۶۶ (به انگلیسی: 16266 Johconnell، نامگذاری:2000JX43) شانزده هزار و دویست و شصت و ششمین سیارک کشف شده‌است که در ۷ مه ۲۰۰۰ کشف شد.
قدر مطلق سیارک برابر ۱۸.۶ است.